# Koróni (Zante)
Koróni (grec moderne : Κορώνη) est une localité située dans le dème de Zante, dans le district régional de Zante, dans la périphérie des Îles Ioniennes, en Grèce.
Selon le recensement de 2021, elle compte 9 habitants.